# ドグマ95
ドグマ95（Dogme95）は、デンマークにおける映画運動である。1995年、ラース・フォン・トリアーらによって始められた。ドグマ95には「純潔の誓い」と呼ばれる、映画を製作する上で10個の重要なルールがある。2008年現在まで270作を数える。

## 概要

### 「純潔の誓い」
1. 撮影はすべてロケーション撮影によること。スタジオのセット撮影を禁じる。
2. 映像と関係のないところで作られた音（効果音など）をのせてはならない。
3. カメラは必ず手持ちによること。
4. 映画はカラーであること。照明効果は禁止。
5. 光学合成やフィルターを禁止する。
6. 表面的なアクションは許されない（殺人、武器の使用などは起きてはならない）。
7. 時間的、地理的な乖離は許されない（つまり今、ここで起こっていることしか描いてはいけない。回想シーンなどの禁止である）。
8. ジャンル映画を禁止する。
9. 最終的なフォーマットは35mmフィルムであること。
10. 監督の名前はスタッフロールなどにクレジットしてはいけない。

### システム
「純潔の誓い」のすべてが守られなければドグマ映画として認定されないという訳ではない。例えば『イディオッツ』ではBGMが使われており、『セレブレーション』では窓にカバーをかけて撮影されたシーンがあるという。ドグマに関しては検証のプロセスはなく、映画監督がドグマのサイトからフォームを送り、
I truly believe that the film mentioned above has obeyed all Dogme95 rules as stated in the Vow of Chastity.
ドグマ95のルールに従い、純潔の誓いを宣言する
というチェックボックスをチェックすることになっている。

### 受賞
2008年のヨーロッパ映画賞で、映画界に与えた貢献が讃えられ、ラース・フォン・トリアー、トマス・ヴィンターベア、ソーレン・クラーク＝ヤコブセン、クリスチャン・レヴリングの4名が世界的貢献賞を受賞した。

## 日本公開作品
- 『セレブレーション』、1998年、トマス・ヴィンターベア監督
- 『イディオッツ』、1998年、ラース・フォン・トリアー監督
- 『ミフネ』、1998年、ソーレン・クラーク＝ヤコブセン監督
- 『ラヴァーズ』、1999年、ジャン＝マルク・バール監督
- 『ジュリアン』、1999年、ハーモニー・コリン監督
- 『キング・イズ・アライヴ』、2000年、クリスチャン・レヴリング監督
- 『Interview インタビュー』、2000年、ピョン・ヒョク監督
- 『幸せになるためのイタリア語講座』、2000年、ロネ・シェルフィグ監督
- 『しあわせな孤独』、2002年、スザンネ・ビア監督